# Rayforstia
Genre
Rayforstia est un genre d'araignées aranéomorphes de la famille des Anapidae.

## Distribution
Les espèces de ce genre se rencontrent en Australie et en Nouvelle-Zélande.

## Liste des espèces
Selon World Spider Catalog (version 17.5, 23/11/2016) :
- Rayforstia antipoda (Forster, 1959)
- Rayforstia insula (Forster, 1959)
- Rayforstia lordhowensis Rix & Harvey, 2010
- Rayforstia mcfarlanei (Forster, 1959)
- Rayforstia plebeia (Forster, 1959)
- Rayforstia propinqua (Forster, 1959)
- Rayforstia raveni Rix & Harvey, 2010
- Rayforstia salmoni (Forster, 1959)
- Rayforstia scuta (Forster, 1959)
- Rayforstia signata (Forster, 1959)
- Rayforstia vulgaris (Forster, 1959)
- Rayforstia wisei (Forster, 1964)

## Étymologie
Ce genre est nommé en l'honneur de Raymond Robert Forster.

## Publication originale
- Rix & Harvey, 2010 : The spider family Micropholcommatidae (Arachnida, Araneae, Araneoidea): a relimitation and revision at the generic level. ZooKeys, vol. 36, p. 1-321 (texte intégral).